# Río Mancos
El río Mancos (en inglés: Mancos River) es un corto río estadounidense de la cuenca del río Colorado de 137.4 km, un afluente por el noreste del río San Juan. Fluye desde la confluencia en el estado de Colorado de sus dos cabeceras, el río Mancos Oeste (West River Mancos) y el río Mancos Oeste (East River Mancos) cerca de la pequeña localidad homónima de Mancos (Colorado), en el condado de Montezuma (solo 1336 hab. en 2010), desaguando en el San Juan, ya en el estado de Nuevo México, cerca del Monumento de las Cuatro Esquinas (Four Corners Monument), el punto de unión cuádruple de los estados de Arizona, Colorado, Nuevo México y Utah.

## Historia
El río fue nombrado por la expedición de Domínguez y Escalante, dos frailes franciscanos que exploraron por primera vez la región en el verano de 1776 y que acamparon en el lugar el 10 de agosto. Originalmente lo llamaron río San Lázaro, pero tras un accidente de uno de los miembros de la expedición que le dañó una mano, la referencia final fue río [de los] Mancos.